# Зоркая (шхуна)
«Зоркая» (также встречается как «Зорька») — парусно-винтовая шхуна Балтийской крейсерской таможенной флотилии. Во время службы с 1875 по 1891 год совершала плавания в Балтийском море, Финском и Рижском заливах, использовалась в качестве таможенного, крейсерского и гидрографического судна, после передачи шхуны из крейсерской флотилии в Морское ведомство Российской империи в 1893 году сведения о её службе отсутствуют.

## Описание шхуны
Парусно-винтовая шхуна с железным корпусом. Длина судна составляла 24,4 метра, ширина — 4,6 метра, а осадка — 2,4 метра. Экипаж шхуны состоял из 18 человек. Первоначальное вооружение шхуны составляло одно 87-миллиметровое орудие производства Обуховского завода. Сведений о мощности установленной на шхуне паровой машины не сохранилось, в качестве движителя помимо парусов использовался один гребной винт. Скорость шхуны могла достигать 11 узлов.

## История службы
Паровая шхуна «Зоркая» была построена на верфи Крейтона в Або в 1873 году. При формировании в том же году Балтийской крейсерской таможенной флотилии вместе с семью паровыми баркасами была включена в её состав.
В кампании с 1875 по 1877 год выходила в плавания в Балтийское море и Финский залив. В кампанию 1878 года командир шхуны капитан-лейтенант С. П. Нелидов был награждён орденом Святого Станислава II степени. С 1879 по 1880 год совершала крейсерские плавания в Балтийское море, Финский и Рижский заливы. При этом командир шхуны, капитан-лейтенант И. А. Броневский, в кампанию 1879 года также был награждён орденом Святого Станислава II степени.
С 1881 по 1884 год находилась в крейсерских плаваниях для «открытия и преследования контрабанды» в Балтийском море, Финском и Рижском заливах. При этом очередной командир шхуны, капитан-лейтенант М. К. Глинка, в кампанию 1882 года был награждён орденом Святого Станислава II степени и орденом Святого Владимира IV степени с бантом за 20 кампаний.
С 1885 по 1887 год вновь совершала крейсерские плавания в Балтийское море, Финский и Рижский заливы. При этом командир шхуны, капитан 2-го ранга А. В. Головизнин, в кампанию 1887 года был награждён орденом Святого Станислава II степени. В кампании с 1888 по 1890 год находилась в плаваниях в Балтийском море и Финском заливе. При этом в кампании 1888 и 1889 годов также принимала участие в гидрографических работах в том же море, Финском и Рижском заливах, в том числе с борта шхуны проводились магнитные наблюдения у берегов Финского залива и Балтийского моря. Командир шхуны, капитан 2-го ранга А. К. Вильгельмс, в кампанию 1890 года был награждён орденом Святой Анны III степени.
В кампанию 1891 года шхуна совершала плавания в Балтийском море. В октябре 1893 года при создании Отдельного корпуса пограничной стражи шхуну вместе с паровыми баркасами «Копчик» и «Чайка» передали Морскому ведомству Российской империи. Сведений о дальнейшей судьбе судна не сохранилось.

## Командиры шхуны
Командирами парусно-винтовой шхуны «Зоркая» в составе Российского императорского флота в разное время служили:
- лейтенант В. А. Развозов (1873 год)[15];
- капитан-лейтенант С. П. Нелидов (с 1874 года до 12 (24) мая 1879 года)[16];
- капитан-лейтенант И. А. Броневский (с 12 (24) мая 1879 года до 1880 года)[17];
- капитан-лейтенант М. К. Глинка (с 21 февраля (5 марта) 1881 года до 1884 года)[8];
- капитан-лейтенант А. В. Зенков (с 4 (16) февраля 1884 года)[9];
- капитан 2-го ранга А. В. Головизнин (с 22 июня (4 июля) 1885 года до 1887 года)[10];
- капитан-лейтенант, а с 1 (13) апреля 1890 года капитан 2-го ранга А. К. Вильгельмс (с 27 марта (8 апреля) 1888 до 1890 года)[18];
- капитан 2-го ранга А. Н. Зилов (с 4 (16) ноября 1890 года[19];
- капитан 2-го ранга Н. Д. Дабич (с 1 (13) января 1891 года)[20].